# Šternov (Újezd u Brna)
Šternov (německy Sternhof) je vesnice, součást města Újezd u Brna v okrese Brno-venkov v Jihomoravském kraji. Se zástavbou Újezdu je zcela spojen.

## Historie
Šternov vznikl roku 1786 parcelací bývalého vrchnostenského Proskova dvora. Rozdělování prováděl úředník Štern, který ho pojmenoval Sternhof. Z původního dvora se zachovala barokní sýpka, tzv. židovna, nové obytné domy vznikly z původních staveb dvora i dalších hospodářských budov. V letech 1860–1950 se jednalo o samostatnou obec, jejíž zástavba byla s Újezdem urbanisticky spojená již na mapě stabilního katastru z roku 1826. Velice malý katastr Šternova o rozloze 5,89 ha, který byl vklíněn do katastru Újezdu, vznikl vydělením v roce 1867. V roce 1950 byl Šternov připojen k Újezdu a postupně administrativně zcela zanikl. Roku 1984 bylo jeho katastrální území začleněno zpět do katastru Újezdu.
Šternov tvoří nejjižnější části dnešních újezdských ulic Masarykovy a Školní a na ně kolmé spojky – ulice Družstevní a Šternovská.

## Obyvatelstvo
| 1869 | 1880 | 1890 | 1900 | 1910 | 1921 | 1930 | 1950 | 1961 | 1970 | 1980 | 1991 | 2001 | 2011 |
| ---- | ---- | ---- | ---- | ---- | ---- | ---- | ---- | ---- | ---- | ---- | ---- | ---- | ---- |
| 238  | 241  | 262  | 292  | 273  | 263  | 271  | 195  | —    | 194  | 179  | —    | —    | —    |

## Osobnosti
- Jan Haluza (1914–2011) – český atlet a trenér
- Do Terezína byli odvlečeni a v koncentračních táborech zahynuli tito obyvatelé Šternova: Ingeborg Wolfová (* 1929),[6] Irmgarda Wolfová (* 1905),[7] Oskar Wolf (* 1893).[8]